# 為副不仁
是一部於2018年上映的美國傳記喜劇片，由亞當·麥凱執導和編劇。克里斯汀·貝爾飾演美國副總統迪克·錢尼，並與艾美·亞當斯、史提夫·卡爾、山姆·洛克威爾、艾莉森·皮爾、莉莉·拉貝和傑西·普萊蒙共同主演。获得第91届奥斯卡金像奖最佳影片、最佳导演等8项提名，赢得最佳化妆与发型设计奖，以及第76届金球奖最佳音乐喜剧类男主角和第72届英国电影学院奖最佳剪辑奖。

## 剧情
根據錢尼的人生轨迹和政治地位上升之路，從白宮一個默默無名的菜鳥實習生一步步往上爬，從雷根總統任期開始，經歷水門案、911事件之後，到最後作為小布希的副手，成為美國史上最有實權的副總統。

## 演員
- 克里斯汀·貝爾 飾 迪克·錢尼
- 艾美·亞當斯 飾 琳恩·錢尼
- 史提夫·卡爾 飾 唐納德·拉姆斯菲爾德
- 山姆·洛克威爾 飾 喬治·沃克·布希
- 艾莉森·皮爾 飾 瑪麗·錢尼
- 傑西·普萊蒙 飾 寇特（Kurt）
- 莉莉·拉貝（英语：Lily Rabe） 飾 利茲·錢尼
- 泰勒·派瑞 飾 科林·鮑爾
- 比爾·普曼 飾 納爾遜·洛克斐勒
- 史黛芬妮雅·拉薇·歐文 飾 瓊安（Joan）
- 亞當·巴特利（英语：Adam Bartley） 飾 弗蘭克·倫茨

## 製作
2016年11月22日，宣布派拉蒙影業在處理關於迪克·錢尼的電影製作權，並交由亞當·麥凱執導兼編劇。電影交給布萊德·彼特、蒂蒂·嘉納和傑里米·克萊納的B計劃娛樂，並與亞當·麥凱、威爾·法洛和凱文·J·梅賽克的加里·桑切斯製作公司共同製作。2017年4月5日，宣布克里斯汀·貝爾飾演迪克·錢尼，艾美·亞當斯飾演錢尼的妻子琳恩·錢尼，史提夫·卡爾飾演唐納德·拉姆斯菲爾德。8月22日，比爾·普曼加入劇組，飾演納爾遜·洛克斐勒，電影當時定名為Backseat。8月31日，宣布山姆·洛克威爾飾演喬治·沃克·布希 ，而史黛芬妮雅·拉薇·歐文飾演的角色尚未公開。9月19日，亞當·巴特利加入劇組，飾演弗蘭克·倫茨。同年10月，泰勒·派瑞和莉莉·拉貝加入劇組，分別飾演科林·鮑爾和利茲·錢尼。
整部片的主體拍攝始於2017年9月底。

## 發行
《為副不仁》原先預計於2018年12月14日在美國上映，後來延至12月25日。

### 評價
爛番茄根據205條評論，持有64%的新鮮度，平均得分6.7／10。在Metacritic上，電影獲得了61分。

## 奖项
| 奖项                 | 颁发日期           | 类别                                          | 提名人                                                         | 结果 | 参考资料 |
| -------------------- | ------------------ | --------------------------------------------- | -------------------------------------------------------------- | ---- | -------- |
| 第91届奥斯卡金像奖   | 2019年2月24日      | 最佳影片                                      | Dede Gardner‌, Jeremy Kleiner, Adam McKay and Kevin J. Messick  | 提名 | [ 15 ]   |
| 第91届奥斯卡金像奖   | 最佳导演           | Adam McKay                                    | 提名                                                           |      | [ 15 ]   |
| 第91届奥斯卡金像奖   | 最佳男主角         | Christian Bale                                | 提名                                                           |      | [ 15 ]   |
| 第91届奥斯卡金像奖   | 最佳男配角         | Sam Rockwell                                  | 提名                                                           |      | [ 15 ]   |
| 第91届奥斯卡金像奖   | 最佳女配角         | Amy Adams                                     | 提名                                                           |      | [ 15 ]   |
| 第91届奥斯卡金像奖   | 最佳原创剧本       | Adam McKay                                    | 提名                                                           |      | [ 15 ]   |
| 第91届奥斯卡金像奖   | 最佳剪辑           | Hank Corwin                                   | 提名                                                           |      | [ 15 ]   |
| 第91届奥斯卡金像奖   | 最佳化妆与发型设计 | Greg Cannom‌, Kate Biscoe and Patricia Dehaney | 獲獎                                                           |      | [ 15 ]   |
| 第72届英国电影学院奖 | 2019年2月10日      | 最佳男主角                                    | Christian Bale                                                 | 提名 | [ 16 ]   |
| 第72届英国电影学院奖 | 2019年2月10日      | 最佳女配角                                    | Amy Adams                                                      | 提名 | [ 16 ]   |
| 第72届英国电影学院奖 | 2019年2月10日      | 最佳男配角                                    | Sam Rockwell                                                   | 提名 | [ 16 ]   |
| 第72届英国电影学院奖 | 2019年2月10日      | 最佳原创剧本                                  | Adam McKay                                                     | 提名 | [ 16 ]   |
| 第72届英国电影学院奖 | 2019年2月10日      | 最佳化妆与发型设计                            | Kate Biscoe, Greg Cannom, Patricia DeHaney, and Chris Gallaher | 提名 | [ 16 ]   |
| 第72届英国电影学院奖 | 2019年2月10日      | 最佳剪辑                                      | Hank Corwin                                                    | 獲獎 | [ 16 ]   |
| 第76届金球奖         | 2019年1月6日       | 最佳音乐喜剧类影片                            | Vice                                                           | 提名 | [ 17 ]   |
| 第76届金球奖         | 2019年1月6日       | 最佳导演                                      | Adam McKay                                                     | 提名 | [ 17 ]   |
| 第76届金球奖         | 2019年1月6日       | 最佳音乐喜剧类男主角                          | Christian Bale                                                 | 獲獎 | [ 17 ]   |
| 第76届金球奖         | 2019年1月6日       | 最佳女配角                                    | Amy Adams                                                      | 提名 | [ 17 ]   |
| 第76届金球奖         | 2019年1月6日       | 最佳男配角                                    | Sam Rockwell                                                   | 提名 | [ 17 ]   |
| 第76届金球奖         | 2019年1月6日       | 最佳编剧                                      | Adam McKay                                                     | 提名 | [ 17 ]   |

## 外部連結
- 爛番茄上《為副不仁》的資料（英文）
- 互联网电影数据库（IMDb）上《為副不仁》的资料（英文）
- Metacritic上《為副不仁》的資料（英文）
- 豆瓣电影上《為副不仁》的資料 （简体中文）
- 时光网上《為副不仁》的資料（简体中文）